# Harold W. Kuhn
Harold William Kuhn (Santa Mónica, California, 29 de julio de 1925 - Nueva York, 2 de julio de 2014) fue un matemático estadounidense que estudió teoría de juegos. Ganó el Premio de Teoría John von Neumann en 1980 junto con David Gale y Albert W. Tucker. Harold fue profesor emérito de matemáticas en la Universidad de Princeton, es conocido por desarrollar las Condiciones de Karush-Kuhn-Tucker, por el desarrollo del Kuhn poker, así como la descripción del método húngaro para el problema de asignación. Recientemente, sin embargo, un artículo de Carl Gustav Jacobi, publicado póstumamente en 1890 en latín, se muestra que este método fue descubierto décadas antes que el algoritmo húngaro.
Fue conocido por su asociación con John Forbes Nash, como estudiante graduado compañero, un amigo de toda la vida y colega, y una figura clave para lograr que Nash recibiera en 1994 el Premio en Ciencias Económicas en memoria de Alfred Nobel. Kuhn y Nash ambos tenían un antiguo vínculo y la colaboración con Albert W. Tucker , quien fue asesor de Nash disertación. Kuhn co-editó The Essential John Nash, y es reconocido como el consultor de matemáticas en la adaptación de película 2001 de la vida de Nash, Una mente maravillosa.
Su hijo mayor es historiador Clifford Kuhn, que destaca por su erudición en la América del Sur y para la recogida de la historia oral. Otro hijo, Nick Kuhn, es un profesor de matemáticas en la Universidad de Virginia. Su hijo menor, Jonathan Kuhn, es Director de Arte y Antigüedades de la ciudad de Nueva York Departamento de Parques y Recreación. 